# Redmond (Washington)
Redmond è una città degli Stati Uniti d'America nella contea di King dello Stato di Washington.

## Storia
Situata circa 20 km ad est del centro di Seattle, fa parte della grande area metropolitana di Seattle ed è celebre perché ospita la sede centrale della Microsoft ed anche la filiale americana della Nintendo.
In informatica, Redmond viene spesso usato come nome di tema che dà al programma un aspetto simile a Windows (come ad esempio in Kwin), oppure viene usato proprio come sinonimo di Microsoft.
Negli Stati Uniti è chiamata Bicycle Capital of the Northwest perché i suoi abitanti fanno largo uso della bicicletta.

## Collegamenti esterni

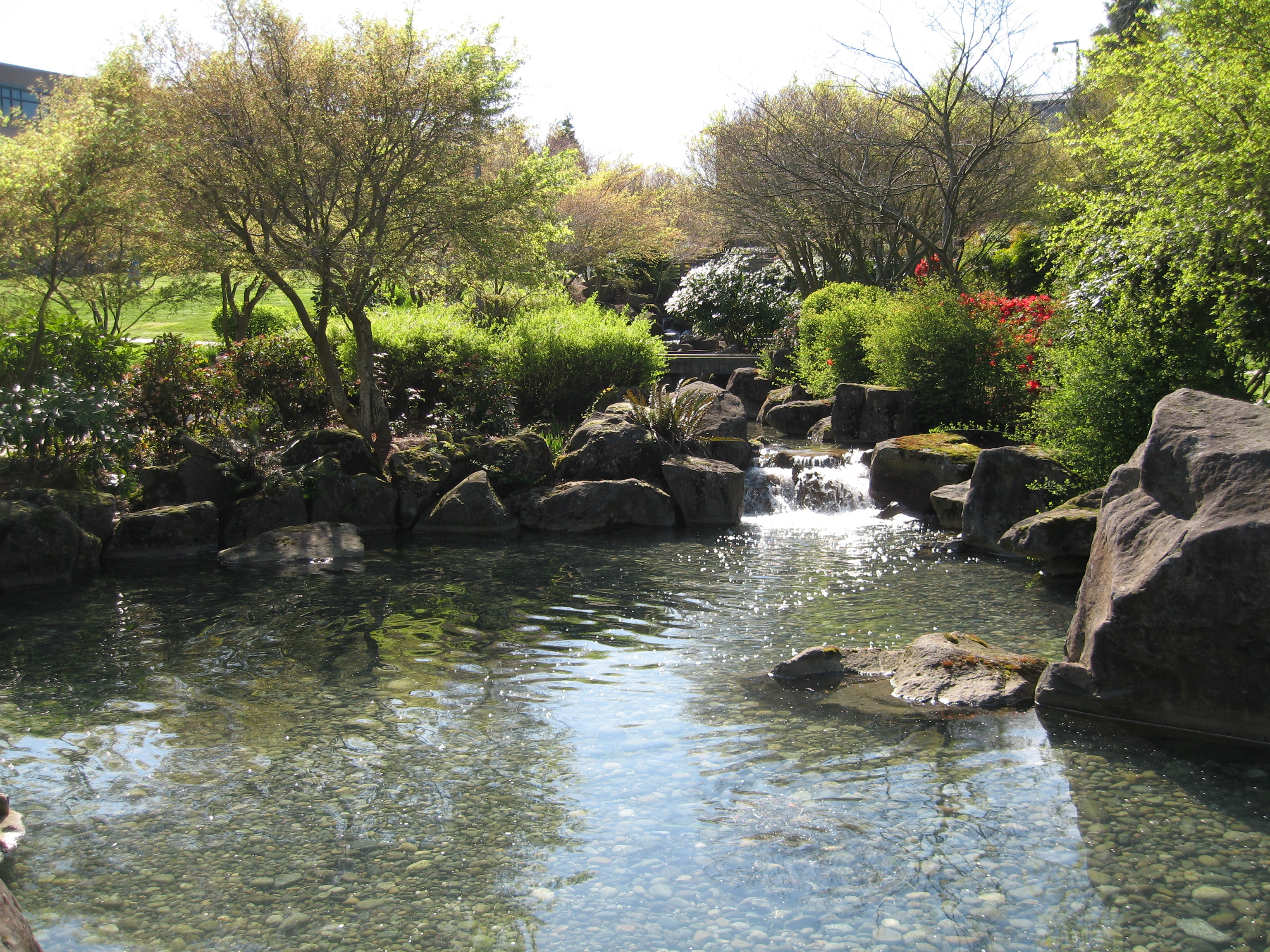
Un'area del campus Red West della Microsoft